# Атака Винера
Атака Винера, названная в честь криптолога Майкла Дж. Винера, является типом криптографической атаки против алгоритма RSA. Атака использует метод непрерывной дроби, чтобы взломать систему при малом значении закрытой экспоненты {\displaystyle d}.

## Кратко о RSA
Прежде чем начать описание того, как работает атака Винера, стоит ввести некоторые понятия, которые используются в RSA. Более подробную информацию см. в основной статье о RSA.
Для шифрования сообщений по схеме RSA используется открытый ключ - пара чисел {\displaystyle (e,N)}, для расшифрования - закрытый ключ {\displaystyle (d,N)}. Числа {\displaystyle e,d} называются открытой и закрытой экспонентой соответственно, число {\displaystyle N} - модулем. Mодуль {\displaystyle N=pq}, где {\displaystyle p} и {\displaystyle q} - два простых числа. Связь между закрытой, открытой экспонентой и модулем задаётся, как {\displaystyle ed=1{\bmod {\varphi }}(N)}, где {\displaystyle \varphi (N)=(p-1)(q-1)} функция Эйлера.
Если по открытому ключу {\displaystyle (e,N)} за короткое время можно восстановить {\displaystyle d}, то ключ уязвим: получив информацию о закрытом ключе {\displaystyle (d,N)}, у злоумышленников появляется возможность расшифровать сообщение.

## История алгоритма
Криптосистема RSA был изобретена Рональдом Ривестом, Ади Шамир и Леонардом Адлеманом и впервые опубликован в 1977 году. С момента публикации статьи криптосистема RSA была исследована на уязвимости многими исследователями. Большая часть таких атак используют потенциально опасные реализации алгоритма и пользуются явными условиями на какой-либо недочёт в алгоритме: общий модуль, малый открытый ключ, малый закрытый ключ. Так алгоритм атаки крипотографической атаки на алгоритм RSA с малым закрытым ключом был предложен криптологом Майклом Дж. Винером в статье, впервые опубликованной в 1990 году. Теорема Винера утверждает о том, что если выполняется условие малости ключа, то закрытый ключ может быть найден за линейное время.

## Малый закрытый ключ
В криптосистеме RSA Боб может использовать меньшее значение {\displaystyle d}, а не большое случайное число, чтобы улучшить производительность расшифровки RSA. Однако атака Винера показывает, что выбор небольшого значения для {\displaystyle d} приведет к небезопасному шифрованию, в котором злоумышленник может восстановить всю секретную информацию, то есть взломать систему RSA. Этот взлом основан на теореме Винера, которая справедлива при малых значениях {\displaystyle d}. Винер доказал, что злоумышленник может эффективно найти {\displaystyle d}, когда {\displaystyle d<{\frac {1}{3}}N^{\frac {1}{4}}}.
Винер также представил некоторые контрмеры против его атаки. Два метода описаны ниже:
1. Выбор большого открытого ключа :
Заменить {\displaystyle e} на {\displaystyle e'}, где {\displaystyle e'=e+k\cdot \varphi (N)} для некоторого большого {\displaystyle k}. Когда {\displaystyle e'} достаточно велик, то есть {\displaystyle e'>N^{\frac {3}{2}}}, то атака Винера неприменима независимо от того, насколько мал {\displaystyle d}.
2. Используя китайскую теорему об остатках:
Выбрать {\displaystyle d} так, чтобы и {\displaystyle d_{p}=d{\bmod {(}}p-1)}, и {\displaystyle d_{q}=d{\bmod {(}}q-1)} были малы, но сам {\displaystyle d} нет, то быстрое дешифрование сообщения {\displaystyle C} может быть выполнено следующим образом:
1. Сначала вычисляется {\displaystyle M_{p}=C^{d_{p}}{\bmod {p}}} и {\displaystyle M_{q}=C^{d_{q}}{\bmod {q}}}
2. Используя китайскую теорему об остатках, чтобы вычислить уникальное значение {\displaystyle M\in \mathbb {Z_{N}} }, которое удовлетворяет {\displaystyle M=M_{p}{\bmod {p}}} и {\displaystyle M=M_{q}{\bmod {q}}}. Результат {\displaystyle M}удовлетворяет {\displaystyle M=C^{d}{\bmod {N}}} как и требовалось. Дело в том, что атака Винера здесь неприменима, потому что значение {\displaystyle d{\bmod {\varphi }}(N)} может быть большим.

## Как работает атака Винера
Поскольку
{\displaystyle ed=1{\pmod {\operatorname {lcm} (p-1,q-1))}}},
то существует целое {\displaystyle K} такое, что:
{\displaystyle ed=K\times \operatorname {lcm} (p-1,q-1)+1}.
Стоит определить {\displaystyle G=\gcd(p-1,q-1)} и подставить в предыдущее уравнение:
{\displaystyle ed={\frac {K}{G}}(p-1)(q-1)+1}.
Если обозначить {\displaystyle k={\frac {K}{\gcd(K,G)}}} и {\displaystyle g={\frac {G}{\gcd(K,G)}}}, то подстановка в предыдущее уравнение даст:
{\displaystyle ed={\frac {k}{g}}(p-1)(q-1)+1}.
Разделив обе части уравнения на {\displaystyle dpq}, выходит что:
{\displaystyle {\frac {e}{pq}}={\frac {k}{dg}}(1-\delta )}, где {\displaystyle \delta ={\frac {p+q-1-{\frac {g}{k}}}{pq}}}.
В итоге, {\displaystyle {\frac {e}{pq}}} немного меньше, чем {\displaystyle {\frac {k}{dg}}}, причём первая дробь состоит целиком из публичной информации. Тем не менее, метод проверки такого предположения всё ещё необходим. Принимая во внимание, что {\displaystyle ed>pq} последнее уравнение может быть записано как:
{\displaystyle edg=k(p-1)(q-1)+g}.
Используя простые алгебраические операции и тождества, можно установить точность такого предположения.

## Теорема Винера
Пусть {\displaystyle N=pq}, где {\displaystyle q<p<2q}. Пусть {\displaystyle d<{\frac {1}{3}}N^{\frac {1}{4}}}.
Имея {\displaystyle \left\langle N,e\right\rangle }, где {\displaystyle ed=1{\bmod {\varphi }}(N)}, взломщик может восстановить {\displaystyle d}.

## Доказательство теоремы Винера
Доказательство построено на приближениях с использованием непрерывных дробей.
Поскольку {\displaystyle ed=1{\bmod {\varphi }}(N)}, то существует {\displaystyle {\mathit {k}}} при котором {\displaystyle ed-k\varphi (N)=1}. Следовательно:
{\displaystyle \left\vert {\frac {e}{\varphi (N)}}-{\frac {k}{d}}\right\vert ={\frac {1}{d\varphi (N)}}}.
Значит, {\displaystyle {\frac {k}{d}}} - это приближение {\displaystyle {\frac {e}{\varphi (N)}}}. Несмотря на то что взломщик не знает {\displaystyle \varphi (N)}, он может использовать {\displaystyle N} чтобы его приблизить. Действительно, поскольку:
{\displaystyle \varphi (N)=N-p-q+1} and {\displaystyle p+q-1<3{\sqrt {N}}}, мы имеем: {\displaystyle \left\vert p+q-1\right\vert <3{\sqrt {N}}} и {\displaystyle \left\vert N+1-\varphi (N)-1\right\vert <3{\sqrt {N}}}
Используя {\displaystyle N} вместо {\displaystyle \varphi (N)}, получим:
{\displaystyle \left\vert {\frac {e}{N}}-{\frac {k}{d}}\right\vert =\left\vert {\frac {ed-kn}{Nd}}\right\vert =\left\vert {\frac {ed-k\varphi (N)-kN+k\varphi (N)}{Nd}}\right\vert }
{\displaystyle =\left\vert {\frac {1-k(N-\varphi (N))}{Nd}}\right\vert \leq \left\vert {\frac {3k{\sqrt {N}}}{Nd}}\right\vert ={\frac {3k{\sqrt {N}}}{{\sqrt {N}}{\sqrt {N}}d}}={\frac {3k}{d{\sqrt {N}}}}}
Теперь, {\displaystyle k\varphi (N)=ed-1<ed}, значит {\displaystyle k\varphi (N)<ed}. Поскольку {\displaystyle e<\varphi (N)}, значит {\displaystyle k\varphi (N)<ed<\varphi (N)d}, и в итоге получается:
{\displaystyle k\varphi (N)<\varphi (N)d}
где {\displaystyle k<d}
Так как {\displaystyle k<d} и {\displaystyle d<{\frac {1}{3}}N^{\frac {1}{4}}}, следовательно:
{\displaystyle (1)\left\vert {\frac {e}{N}}-{\frac {k}{d}}\right\vert <{\frac {1}{dN^{\frac {1}{4}}}}}
Поскольку {\displaystyle d<{\frac {1}{3}}N^{\frac {1}{4}},2d<3d}, то {\displaystyle 2d<3d<N^{\frac {1}{4}}}, и исходя из этого {\displaystyle 2d<N^{\frac {1}{4}}}, значит:
{\displaystyle (2){\frac {1}{2d}}>{\frac {1}{N^{\frac {1}{4}}}}}
Из (1) и (2), можно заключить, что:
{\displaystyle \left\vert {\frac {e}{N}}-{\frac {k}{d}}\right\vert <{\frac {3k}{d{\sqrt {N}}}}<{\frac {1}{d\cdot 2d}}={\frac {1}{2d^{2}}}}
Смысл теоремы заключается в том, что если условие выше удовлетворено, то {\displaystyle {\frac {k}{d}}} появляется среди подходящих дробей для непрерывной дроби числа {\displaystyle {\frac {e}{N}}}.
Следовательно, алгоритм в итоге найдёт такое {\displaystyle {\frac {k}{d}}}.

## Описание алгоритма
Рассматривается открытый RSA ключ {\displaystyle (e,N)}, по которому необходимо определить закрытую экспоненту {\displaystyle d}.
Если известно, что {\displaystyle d<{\frac {1}{3}}N^{\frac {1}{4}}}, то это возможно сделать по следующему алгоритму :
1. Разложить дробь {\displaystyle {\frac {e}{N}}} в непрерывную дробь {\displaystyle [a_{1},a_{2}...]}.
2. Для непрерывной дроби {\displaystyle [a_{1},a_{2}...]} найти множество всех возможных подходящих дробей {\displaystyle {\frac {k_{n}}{d_{n}}}}.
3. Исследовать подходящую дробь {\displaystyle {\frac {k_{n}}{d_{n}}}}:
3.1. Определить возможное значение {\displaystyle \varphi (N)}, вычислив {\displaystyle f_{n}={\frac {ed_{n}-1}{k_{n}}}}.
3.2. Решив уравнение {\displaystyle x^{2}-((N-f_{n})+1)x+N=0}, получить пару корней {\displaystyle (p_{n},q_{n})}.
4. Если для пары корней {\displaystyle (p_{n},q_{n})} выполняется равенство {\displaystyle N=p_{n}\cdot q_{n}}, то закрытая экспонента найдена {\displaystyle d=d_{n}}.
Если условие не выполняется или не удалось найти пару корней {\displaystyle (p_{n},q_{n})}, то необходимо исследовать следующую подходящую дробь {\displaystyle {\frac {k_{n+1}}{d_{n+1}}}}, вернувшись к шагу 3.

## Пример работы алгоритма
Два данных примера  наглядно демонстрируют нахождение закрытой экспоненты {\displaystyle d}, если известен открытый ключ RSA {\displaystyle (e,N)}.
Для открытого ключа RSA {\displaystyle (e,N)=(1073780833,1220275921)}:
| e/N = [0, 1, 7, 3, 31, 5, 2, 12, 1, 28, 13, 2, 1, 2, 3] | e/N = [0, 1, 7, 3, 31, 5, 2, 12, 1, 28, 13, 2, 1, 2, 3] | e/N = [0, 1, 7, 3, 31, 5, 2, 12, 1, 28, 13, 2, 1, 2, 3] | e/N = [0, 1, 7, 3, 31, 5, 2, 12, 1, 28, 13, 2, 1, 2, 3] | e/N = [0, 1, 7, 3, 31, 5, 2, 12, 1, 28, 13, 2, 1, 2, 3] | e/N = [0, 1, 7, 3, 31, 5, 2, 12, 1, 28, 13, 2, 1, 2, 3] |
| n                                                       | kn / dn                                                 | phin                                                    | pn                                                      | qn                                                      | pn qn                                                   |
| ------------------------------------------------------- | ------------------------------------------------------- | ------------------------------------------------------- | ------------------------------------------------------- | ------------------------------------------------------- | ------------------------------------------------------- |
| 0                                                       | 0/1                                                     | -                                                       | -                                                       | -                                                       | -                                                       |
| 1                                                       | 1/1                                                     | 1073780832                                              | -                                                       | -                                                       | -                                                       |
| 2                                                       | 7/8                                                     | 1227178094                                              | -                                                       | -                                                       | -                                                       |
| 3                                                       | 22/25                                                   | 1220205492                                              | 30763                                                   | 39667                                                   | 1220275921                                              |

Получается, что {\displaystyle d=25}.
В этом примере можно заметить, что условие малости выполняется {\displaystyle d<{\frac {1}{3}}N^{\frac {1}{4}}\approx 62.30074...}.
Для открытого ключа RSA {\displaystyle (e,N)=(1779399043,2796304957)}:
| e/N = [0, 1, 1, 1, 2, 1, 340, 2, 1, 1, 3, 2, 3, 1, 21, 188] | e/N = [0, 1, 1, 1, 2, 1, 340, 2, 1, 1, 3, 2, 3, 1, 21, 188] | e/N = [0, 1, 1, 1, 2, 1, 340, 2, 1, 1, 3, 2, 3, 1, 21, 188] | e/N = [0, 1, 1, 1, 2, 1, 340, 2, 1, 1, 3, 2, 3, 1, 21, 188] | e/N = [0, 1, 1, 1, 2, 1, 340, 2, 1, 1, 3, 2, 3, 1, 21, 188] | e/N = [0, 1, 1, 1, 2, 1, 340, 2, 1, 1, 3, 2, 3, 1, 21, 188] |
| n                                                           | kn / dn                                                     | fn                                                          | pn                                                          | qn                                                          | pn qn                                                       |
| ----------------------------------------------------------- | ----------------------------------------------------------- | ----------------------------------------------------------- | ----------------------------------------------------------- | ----------------------------------------------------------- | ----------------------------------------------------------- |
| 0                                                           | 0/1                                                         | -                                                           | -                                                           | -                                                           | -                                                           |
| 1                                                           | 1/1                                                         | 1779399042                                                  | -                                                           | -                                                           | -                                                           |
| 2                                                           | 1/2                                                         | 3558798085                                                  | -                                                           | -                                                           | -                                                           |
| 3                                                           | 2/3                                                         | 2669098564                                                  | -                                                           | -                                                           | -                                                           |
| 4                                                           | 5/8                                                         | 2847038468                                                  | -                                                           | -                                                           | -                                                           |
| 5                                                           | 7/11                                                        | 2796198496                                                  | 47129                                                       | 59333                                                       | 2796304957                                                  |

Получается, что {\displaystyle d=11}.
В этом примере так же можно заметить, что условие малости выполняется {\displaystyle d<{\frac {1}{3}}N^{\frac {1}{4}}\approx 76.65224...}.

## Сложность алгоритма
Сложность алгоритма определяется количеством подходящих дробей для непрерывной дроби числа {\displaystyle {\frac {e}{N}}}, что есть величина порядка {\displaystyle O(log(n))}. То есть число {\displaystyle d} восстанавливается за линейное время от длины ключа.